# Суперкубок Сан-Марино з футболу 1990
Суперкубок Сан-Марино з футболу 1990 — 5-й розіграш турніру, який в той час мав назву Трофео Федерале. Переможцем вперше став Доманьяно.

## Учасники
- Чемпіонат Сан-Марино:
  - Чемпіон: Ла Фіоріта
  - Віце-чемпіон: Космос
- Кубок Сан-Марино:
  - Володар: Доманьяно
  - Фіналіст: Ювенес

## Півфінали
| Команда 1  | Рахунок | Команда 2 |
| ---------- | ------- | --------- |
| Ла Фіоріта | -:+     | Ювенес    |
| Доманьяно  | +:-     | Космос    |

## Фінал
| Команда 1 | Рахунок | Команда 2 |
| --------- | ------- | --------- |
| Доманьяно | 5:2     | Ювенес    |